# Gouvernorat de Bucovine

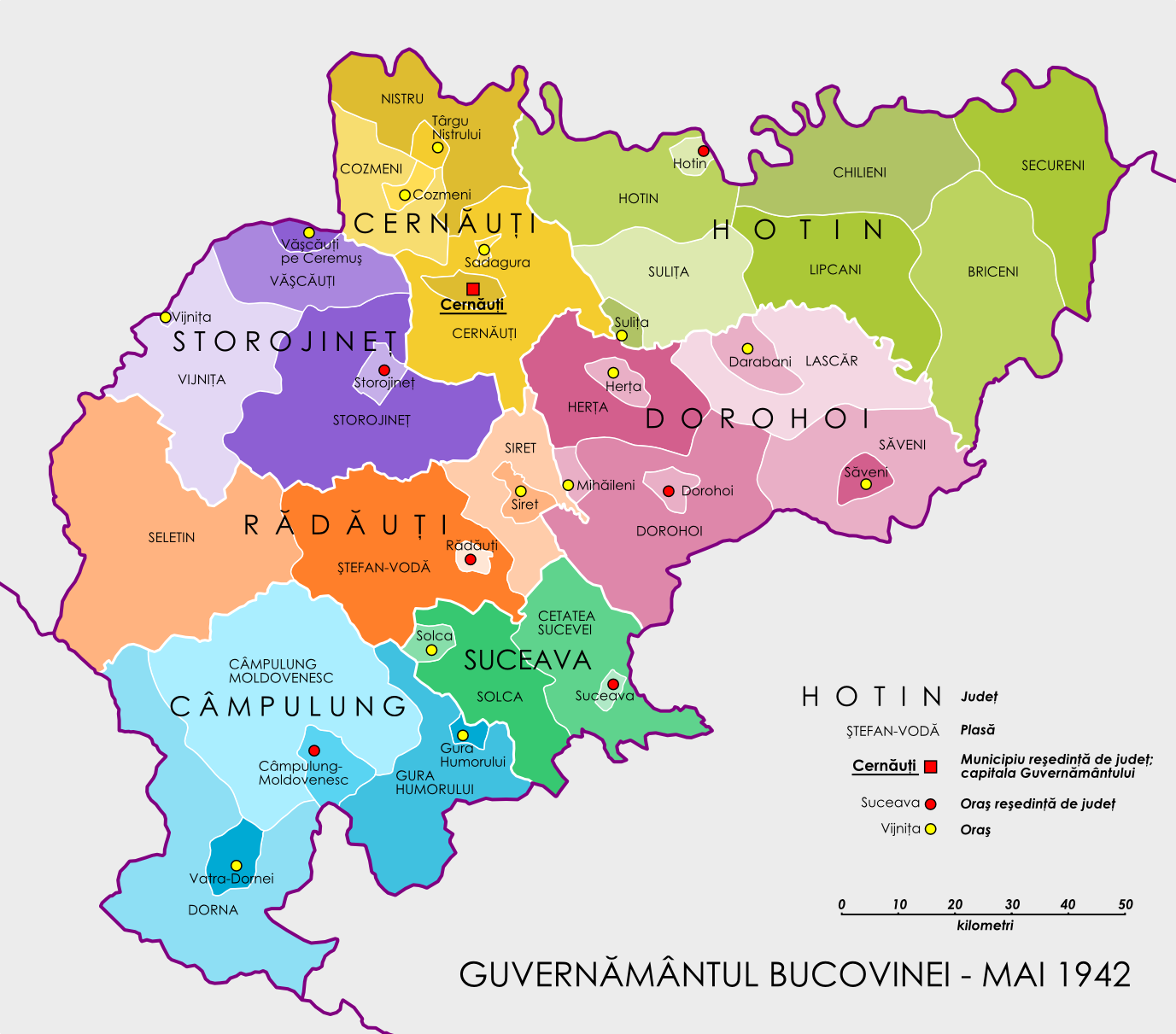
Divisions administratives du gouvernorat de Bucovine.

Le gouvernorat de Bucovine (roumain : Guvernământul Bucovinei) était une subdivision territoriale du royaume de Roumanie pendant la Seconde Guerre mondiale.

## Contexte et histoire
En 1775, la région de Bucovine, faisant historiquement partie de la principauté roumaine de Moldavie, devient officiellement partie de la monarchie autrichienne des Habsbourg après l'avoir envahie un an plus tôt, ce qui amorcera un fort processus d'ukrainisation. Des années plus tard, en 1812, la Moldavie perd également la Bessarabie au profit de l'Empire russe. En 1859, la Moldavie s'unit à une autre principauté roumaine, la Valachie, créant le premier État roumain moderne. Pendant la Première Guerre mondiale, la Roumanie se voit promettre l'obtention, entre autres territoires, de la Bucovine comme condition d'entrée en guerre. Cela se termine par la victoire du pays et la Bucovine déclare l'unification avec la Roumanie le 28 novembre 1918,.
L'incorporation antérieure d'un autre territoire, la Bessarabie, à la Roumanie, tend les relations entre le pays et l'Union soviétique (URSS) nouvellement formée. La Roumanie tente de défendre et de sécuriser ses nouvelles frontières pendant l'entre-deux-guerres avec l'aide de la France et du Royaume-Uni, mais au début de la Seconde Guerre mondiale, la Roumanie est laissée sans défense et dans un ultimatum de 1940, l'Union soviétique exige et occupe la Bessarabie ainsi que le nord de la Bucovine en « compensation » pour la « grande perte subie par la population de Bessarabie »,. 
Après cela, la Roumanie rejoint les puissances de l'Axe à la suite d'ajustements territoriaux forcés avec la Hongrie et la Bulgarie. Cette alliance envahira l'Union soviétique le 22 juin 1941,, bien que les opérations militaires roumaines ne commenceront que le 2 juillet. Après quelques semaines, la Bessarabie et le nord de la Bucovine sont repris et réintégrés à la Roumanie. Par la suite, le gouvernorat de Transnistrie sera également créé, mais ne sera jamais formellement annexé contrairement aux deux autres régions.
Bien que la Bucovine et la Bessarabie demeure de nouveau sous contrôle roumain, il est décidé que celles-ci ne seront pas pleinement intégrées au sein du pays, mais qu'elles resteront plutôt en tant que régions autonomes dirigées par un gouverneur (gouvernorats). Les cinq comtés roumains de l'entre-deux-guerres de la région de Bucovine (Câmpulung, Cernăuți, Rădăuți, Storojineț et Suceava), ainsi que le comté de Hotin au nord de la Bessarabie, forment le nouveau gouvernorat de Bucovine, auquel le comté de Dorohoi (en Moldavie occidentale) était postérieurement rattaché en octobre 1941. Trois gouverneurs se sont succédé : Alexandru Rioşanu (décédé en fonction), Corneliu Calotescu et Corneliu Dragalina,. La capitale du gouvernorat est Cernăuți (maintenant connue sous le nom de Tchernivtsi).
Ion Antonescu, le Conducător de la Roumanie, est convaincu que l'Allemagne nazie gagnera la guerre, du moins jusqu'à la bataille de Stalingrad, qui s'avérera être une défaite pour l'Axe. Après s'être rendu compte qu'une victoire allemande est plus que compromise, Antonescu commence à renforcer l'est du pays. Les développements ultérieurs de la guerre le force à élaborer un plan d'évacuation pour le gouvernorat de Bucovine, ainsi que pour le gouvernorat de Bessarabie, le reste de la région de Moldavie et le gouvernorat de Transnistrie. Ce plan, dénommé « opération 1111 », est divisée en trois sous-opérations : « opération 1111 A » pour la Bessarabie et la Transnistrie, « opération 1111 B » pour la Bucovine et « opération 1111 M » pour le reste de la Moldavie.
En fin de compte, un coup d'État de 1944 s'achève par le renversement d'Antonescu par le roi Michel Ier. La Roumanie change de camp et rejoint les Alliés, abandonnant le nord de la Bucovine et la Bessarabie aux Soviétiques « en échange » de la récupération du nord de la Transylvanie à la Hongrie, marquant la fin du gouvernorat de Bucovine.